# Liste der Kulturdenkmäler in Fuchshofen
In der Liste der Kulturdenkmäler in Fuchshofen sind alle Kulturdenkmäler der rheinland-pfälzischen Ortsgemeinde Fuchshofen aufgeführt. Grundlage ist die Denkmalliste des Landes Rheinland-Pfalz (Stand: 12. Juni 2023).

## Einzeldenkmäler
| Bezeichnung                        | Lage                | Baujahr         | Beschreibung                                        | Bild                           |
| ---------------------------------- | ------------------- | --------------- | --------------------------------------------------- | ------------------------------ |
| Katholische Filialkirche St. Josef | Hauptstraße 2 Lage  | 1874            | neugotischer Saalbau, bezeichnet 1874               | weitere Bilder Fotos hochladen |
| Hofanlage                          | Hauptstraße 12 Lage | 19. Jahrhundert | Hakenhof; Fachwerkhaus, Ständerbau, 19. Jahrhundert | BW                             |